# Basketball-Europameisterschaft 2022/Qualifikation
Die Qualifikation zur Basketball-Europameisterschaft 2022 der Herren startete knapp fünf Jahre vor der eigentlichen Endrunde im Jahr 2022 mit der Vorqualifikation im November 2017 und endete im Februar 2021. Die für September 2021 vorgesehene Europameisterschaft wurde am 9. April 2020 wegen der Verlegung der Olympischen Sommerspiele 2020 aufgrund der COVID-19-Pandemie von der FIBA um ein Jahr auf September 2022 verschoben.
Erstmals mussten dabei alle 24 Teilnehmer den Qualifikationswettbewerb durchlaufen; es gab kein automatisches Startrecht etwa für Olympia- oder WM-Teilnehmer wie bei vorherigen Europameisterschaften. Teilnahmegarantie hatten allerdings die vier Ausrichter der Europameisterschaft 2021 Deutschland, Georgien, Italien und Tschechien. Diese Nationalmannschaften nahmen allerdings trotzdem, außer Konkurrenz, an der Qualifikation teil.

## Modus
- 1. Runde Vorqualifikation: Jene neun Nationalmannschaften, die in der Vorqualifikation für die Weltmeisterschaft 2019 scheiterten bzw. an diesen gar nicht erst teilnahmen, wurden entsprechend einer Setzliste auf drei verschiedene Lostöpfe verteilt. Bei der Auslosung wurden die Mannschaften auf drei Gruppen verteilt, wobei in jede Gruppe mit jeweils drei Mannschaften genau eine Auswahl aus einem der verschiedenen Lostöpfe zugelost wurde. In den drei Gruppen spielten die Mannschaften ein Rundenturnier mit Hin- und Rückspiel aus, so dass jede Mannschaft sechs Gruppenspiele absolvierte. Die Gruppensieger sowie der beste Gruppenzweite qualifizierten sich für die zweite Runde der Vorqualifikation.
- 2. Runde Vorqualifikation: Zu den vier Qualifikanten aus der 1. EM-Vorqualifikations-Runde stießen die acht Gruppenletzten aus der Vorrunden-Qualifikation für die Weltmeisterschaft 2019. Diese insgesamt 12 Nationalmannschaften bildeten vier Gruppen zu je 3 Teams, aus denen sich jeweils der Gruppensieger für die entscheidende Qualifikationsrunde („Qualifiers“) qualifizierten.
- 3. Runde Vorqualifikation: Die 3. Vorqualifikationsrunde kann als „Lucky Loser-Runde“ bezeichnet werden, da alle in den vorherigen Runden gescheiterten Nationen hier in vier Dreiergruppen die Möglichkeit haben, sich für die entscheidende Qualifikationsrunde („Qualifiers“) zu qualifizieren.
- Qualifikations-Endrunde: An der finalen Qualifikationsphase werden 32 Nationalmannschaften teilnehmen; zu den acht Gewinnern der Vorqualifikation gesellen sich die 24 Teilnehmer der Hauptrunden-Qualifikation für die Weltmeisterschaft 2019, die in acht Vierergruppen die 24 Teilnehmer an der Basketball-EM ermitteln werden. Die jeweils drei besten jeder Gruppe qualifizieren sich für das Turnier.

## Vorqualifikation

### 1. Runde
Die 1. Runde der Vorqualifikation fand vom 23. November 2017 bis zum 1. Juli 2018 statt.

#### Gruppe A
| Platz | Team           | Spiele | Siege | Niederl. | Punkte für | Punkte gegen | Punkt Differenz | Punkte | Qualifikation |  | Nordmazedonien | Schweiz | Slowakei    |
| ----- | -------------- | ------ | ----- | -------- | ---------- | ------------ | --------------- | ------ | ------------- |  | -------------- | ------- | ----------- |
| 1     | Nordmazedonien | 4      | 3     | 1        | 323        | 293          | +30             | 7      | 2. Runde      |  | —              | 83:68   | 87:74       |
| 2     | Schweiz        | 4      | 2     | 2        | 319        | 330          | −11             | 6      | 3. Runde      |  | 85:79          | —       | 83:80 n. V. |
| 3     | Slowakei       | 4      | 1     | 3        | 308        | 327          | −19             | 5      | 3. Runde      |  | 66:74          | 88:83   | —           |

#### Gruppe B
| Platz | Team     | Spiele | Siege | Niederl. | Punkte für | Punkte gegen | Punkt Differenz | Punkte | Qualifikation |  | Danemark    | Armenien | Albanien |
| ----- | -------- | ------ | ----- | -------- | ---------- | ------------ | --------------- | ------ | ------------- |  | ----------- | -------- | -------- |
| 1     | Dänemark | 4      | 4     | 0        | 336        | 282          | +54             | 8      | 2. Runde      |  | —           | 90:64    | 82:69    |
| 2     | Armenien | 4      | 2     | 2        | 299        | 296          | +3              | 6      | zurückgezogen |  | 71:78 n. V. | —        | 84:65    |
| 3     | Albanien | 4      | 0     | 4        | 275        | 332          | −57             | 4      | 3. Runde      |  | 78:86       | 63:80    | —        |

#### Gruppe C
| Platz | Team      | Spiele | Siege | Niederl. | Punkte für | Punkte gegen | Punkt Differenz | Punkte | Qualifikation |  | Portugal | Zypern Republik | Luxemburg   |
| ----- | --------- | ------ | ----- | -------- | ---------- | ------------ | --------------- | ------ | ------------- |  | -------- | --------------- | ----------- |
| 1     | Portugal  | 4      | 3     | 1        | 314        | 276          | +38             | 7      | 2. Runde      |  | —        | 76:64           | 91:85 n. V. |
| 2     | Zypern    | 4      | 2     | 2        | 276        | 285          | −9              | 6      | 2. Runde      |  | 69:67    | —               | 76:89 n. V. |
| 3     | Luxemburg | 4      | 1     | 3        | 285        | 314          | −29             | 5      | 3. Runde      |  | 58:80    | 53:67           | —           |

### 2. Runde
Die 2. Runde der Vorqualifikation fand vom 13. September 2018 bis zum 24. Februar 2019 statt.

#### Gruppe A
| Platz | Team     | Spiele | Siege | Niederl. | Punkte für | Punkte gegen | Punkt Differenz | Punkte | Qualifikation       |  | Schweden | Danemark    | Belarus |
| ----- | -------- | ------ | ----- | -------- | ---------- | ------------ | --------------- | ------ | ------------------- |  | -------- | ----------- | ------- |
| 1     | Schweden | 4      | 2     | 2        | 298        | 282          | +16             | 6      | Qualifikationsrunde |  | —        | 79:74       | 87:59   |
| 2     | Dänemark | 4      | 2     | 2        | 327        | 329          | −2              | 6      | 3. Runde            |  | 76:72    | —           |         |
| 3     | Belarus  | 4      | 2     | 2        | 310        | 324          | −14             | 6      | 3. Runde            |  | 73:60    | 94:98 n. V. | —       |

#### Gruppe B
| Platz | Team           | Spiele | Siege | Niederl. | Punkte für | Punkte gegen | Punkt Differenz | Punkte | Qualifikation       |  | Nordmazedonien | Rumänien | Kosovo |
| ----- | -------------- | ------ | ----- | -------- | ---------- | ------------ | --------------- | ------ | ------------------- |  | -------------- | -------- | ------ |
| 1     | Nordmazedonien | 4      | 3     | 1        | 297        | 282          | +15             | 7      | Qualifikationsrunde |  | —              | 90:76    | 78:68  |
| 2     | Rumänien       | 4      | 3     | 1        | 308        | 301          | +7              | 7      | 3. Runde            |  | 65:53          | —        | 88:83  |
| 3     | Kosovo         | 4      | 0     | 4        | 299        | 321          | −22             | 4      | 3. Runde            |  | 73:76          | 75:79    | —      |

#### Gruppe C
| Platz | Team     | Spiele | Siege | Niederl. | Punkte für | Punkte gegen | Punkt Differenz | Punkte | Qualifikation       |  | Belgien | Island | Portugal |
| ----- | -------- | ------ | ----- | -------- | ---------- | ------------ | --------------- | ------ | ------------------- |  | ------- | ------ | -------- |
| 1     | Belgien  | 4      | 4     | 0        | 305        | 253          | +52             | 8      | Qualifikationsrunde |  | —       | 90:62  | 66:65    |
| 2     | Island   | 4      | 1     | 3        | 296        | 316          | −20             | 5      | 3. Runde            |  | 66:79   | —      | 91:67    |
| 3     | Portugal | 4      | 1     | 3        | 272        | 304          | −32             | 5      | 3. Runde            |  | 60:70   | 80:77  | —        |

#### Gruppe D
| Platz | Team                   | Spiele | Siege | Niederl. | Punkte für | Punkte gegen | Punkt Differenz | Punkte | Qualifikation       |  | Osterreich | Vereinigtes Konigreich | Zypern Republik |
| ----- | ---------------------- | ------ | ----- | -------- | ---------- | ------------ | --------------- | ------ | ------------------- |  | ---------- | ---------------------- | --------------- |
| 1     | Österreich             | 4      | 3     | 1        | 324        | 300          | +24             | 7      | Qualifikationsrunde |  | —          | 75:78                  | 72:69 n. V.     |
| 2     | Vereinigtes Königreich | 4      | 3     | 1        | 319        | 279          | +40             | 7      | 3. Runde            |  | 82:96      | —                      | 84:47           |
| 3     | Zypern                 | 4      | 0     | 4        | 248        | 312          | −64             | 4      | 3. Runde            |  | 71:81      | 61:75                  | —               |

### 3. Runde
Die 3. Runde der Vorqualifikation fand vom 3. bis 21. August 2019 statt.

#### Gruppe E
| Platz | Team     | Spiele | Siege | Niederl. | Punkte für | Punkte gegen | Punkt Differenz | Punkte | Qualifikation       |       | Danemark | Belarus | Albanien |
| ----- | -------- | ------ | ----- | -------- | ---------- | ------------ | --------------- | ------ | ------------------- | ----- | -------- | ------- | -------- |
| 1     | Dänemark | 4      | 4     | 0        | 313        | 274          | +39             | 8      | Qualifikationsrunde |       | —        | 69:66   | 95:73    |
| 2     | Belarus  | 4      | 2     | 2        | 314        | 267          | +47             | 6      |                     |       | 78:81    | —       | 97:66    |
| 3     | Albanien | 4      | 0     | 4        | 247        | 333          | −86             | 4      |                     | 57:68 | 51:73    | —       |          |

#### Gruppe F
| Platz | Team     | Spiele | Siege | Niederl. | Punkte für | Punkte gegen | Punkt Differenz | Punkte | Qualifikation       |       | Rumänien | Slowakei | Zypern Republik |
| ----- | -------- | ------ | ----- | -------- | ---------- | ------------ | --------------- | ------ | ------------------- | ----- | -------- | -------- | --------------- |
| 1     | Rumänien | 4      | 4     | 0        | 336        | 275          | +61             | 8      | Qualifikationsrunde |       | —        | 85:68    | 89:63           |
| 2     | Slowakei | 4      | 2     | 2        | 292        | 301          | −9              | 6      |                     |       | 74:77    | —        | 67:60           |
| 3     | Zypern   | 4      | 0     | 4        | 272        | 324          | −52             | 4      |                     | 70:85 | 79:83    | —        |                 |

#### Gruppe G
| Platz | Team                   | Spiele | Siege | Niederl. | Punkte für | Punkte gegen | Punkt Differenz | Punkte | Qualifikation       |       | Vereinigtes Konigreich | Kosovo | Luxemburg |
| ----- | ---------------------- | ------ | ----- | -------- | ---------- | ------------ | --------------- | ------ | ------------------- | ----- | ---------------------- | ------ | --------- |
| 1     | Vereinigtes Königreich | 4      | 4     | 0        | 336        | 261          | +75             | 8      | Qualifikationsrunde |       | —                      | 101:79 | 71:54     |
| 2     | Kosovo                 | 4      | 1     | 3        | 331        | 348          | −17             | 5      |                     |       | 63:71                  | —      | 109:88    |
| 3     | Luxemburg              | 4      | 1     | 3        | 295        | 353          | −58             | 5      |                     | 65:93 | 88:80                  | —      |           |

#### Gruppe H
| Platz | Team     | Spiele | Siege | Niederl. | Punkte für | Punkte gegen | Punkt Differenz | Punkte | Qualifikation       |       | Schweiz | Island | Portugal |
| ----- | -------- | ------ | ----- | -------- | ---------- | ------------ | --------------- | ------ | ------------------- | ----- | ------- | ------ | -------- |
| 1     | Schweiz  | 4      | 2     | 2        | 336        | 324          | +12             | 6      | Qualifikationsrunde |       | —       | 109:85 | 77:72    |
| 2     | Island   | 4      | 2     | 2        | 343        | 339          | +4              | 6      |                     |       | 83:82   | —      | 96:68    |
| 3     | Portugal | 4      | 2     | 2        | 304        | 320          | −16             | 6      |                     | 84:68 | 80:79   | —      |          |

## Qualifikations-Endrunde
Die Qualifikations-Endrunde fand vom 20. Februar 2020 bis 22. Februar 2021 statt.
Es wurden acht Gruppen zu je 4 Mannschaften gebildet; die drei Besten jeder Gruppe erreichten die Europameisterschaft.

### Gruppe A
| Team        | Sp | S | N | P+  | P-  |
| ----------- | -- | - | - | --- | --- |
| 1. Israel   | 6  | 5 | 1 | 487 | 442 |
| 2. Spanien  | 6  | 4 | 2 | 501 | 448 |
| 3. Polen    | 6  | 3 | 3 | 490 | 453 |
| 4. Rumänien | 6  | 0 | 6 | 388 | 523 |

### Gruppe B
| Team              | Sp | S | N | P+  | P-  |
| ----------------- | -- | - | - | --- | --- |
| 1. Italien        | 6  | 4 | 2 | 511 | 487 |
| 2. Russland       | 6  | 4 | 2 | 460 | 405 |
| 3. Estland        | 6  | 2 | 4 | 459 | 505 |
| 4. Nordmazedonien | 6  | 2 | 4 | 473 | 506 |

### Gruppe C
| Team          | Sp | S | N | P+  | P-  |
| ------------- | -- | - | - | --- | --- |
| 1. Belgien    | 6  | 4 | 2 | 509 | 439 |
| 2. Litauen    | 6  | 4 | 2 | 493 | 476 |
| 3. Tschechien | 6  | 2 | 4 | 481 | 529 |
| 4. Dänemark   | 6  | 2 | 4 | 455 | 494 |

### Gruppe D
| Team           | Sp | S | N | P+  | P-  |
| -------------- | -- | - | - | --- | --- |
| 1. Kroatien    | 6  | 4 | 2 | 442 | 398 |
| 2. Niederlande | 6  | 3 | 3 | 404 | 414 |
| 3. Türkei      | 6  | 3 | 3 | 452 | 467 |
| 4. Schweden    | 6  | 2 | 4 | 445 | 464 |

### Gruppe E
| Team        | Sp | S | N | P+  | P-  |
| ----------- | -- | - | - | --- | --- |
| 1. Serbien  | 6  | 4 | 2 | 515 | 457 |
| 2. Georgien | 6  | 4 | 2 | 508 | 517 |
| 3. Finnland | 6  | 3 | 3 | 448 | 464 |
| 4. Schweiz  | 6  | 1 | 5 | 493 | 526 |

### Gruppe F
| Team          | Sp | S | N | P+  | P-  |
| ------------- | -- | - | - | --- | --- |
| 1. Ukraine    | 6  | 4 | 2 | 458 | 414 |
| 2. Slowenien  | 6  | 4 | 2 | 470 | 434 |
| 3. Ungarn     | 6  | 4 | 2 | 438 | 455 |
| 4. Österreich | 6  | 0 | 6 | 421 | 484 |

### Gruppe G
| Team                      | Sp | S | N | P+  | P-  |
| ------------------------- | -- | - | - | --- | --- |
| 1. Frankreich             | 6  | 4 | 2 | 465 | 444 |
| 2. Vereinigtes Königreich | 6  | 4 | 2 | 462 | 446 |
| 3. Montenegro             | 6  | 3 | 3 | 439 | 455 |
| 4. Deutschland            | 6  | 1 | 5 | 460 | 481 |

### Gruppe H
| Team                       | Sp | S | N | P+  | P-  |
| -------------------------- | -- | - | - | --- | --- |
| 1. Bosnien und Herzegowina | 6  | 5 | 1 | 458 | 383 |
| 2. Griechenland            | 6  | 4 | 2 | 459 | 461 |
| 3. Bulgarien               | 6  | 2 | 4 | 427 | 494 |
| 4. Lettland                | 6  | 1 | 5 | 474 | 480 |